# 马驹桥湿地公园
马驹桥湿地公园是一座正在建设的湿地公园，位于北京市通州区马驹桥镇，北至凉水河，南至漷马路，西至南六环路，东至京津高速。公园的一期和二期由马大路分隔。

## 一期
湿地公园一期总面积5847.8亩， 将进行改造提升：主要包括移植常绿乔木3760株、落叶乔木2.1万株， 亚乔木2797株、 灌木1226株， 新植常绿乔木2564株， 落叶乔木5491株、亚乔木3399株、灌木3877株、色带9.4万平方米、水生植物26.1万平方米、地被60万平方米，还会建设配套服务设施、灌溉及电气工程等。总投资30806万元。